# Lepidiota salax
Lepidiota salax är en skalbaggsart som beskrevs av Britton 1978. Lepidiota salax ingår i släktet Lepidiota och familjen Melolonthidae. Inga underarter finns listade i Catalogue of Life.